# Russische poolexpeditie van 1900-1902
De Russische poolexpeditie van 1900–1902 werd georganiseerd door de Russische Academie van Wetenschappen in Sint-Petersburg. Doel was de Noordelijke IJszee ten noorden van de Nieuw-Siberische eilanden te onderzoeken en op zoek te gaan naar het legendarische Sannikovland. Tevens moest een noordoostelijke doorvaart naar Oost-Azië worden gezocht. Leider was de Russische geoloog en poolontdekker baron Eduard von Toll op het schip Zarja. Toll en drie anderen verdwenen eind 1902 nadat ze op Bennetteiland waren geweest. Een van de sleutelfiguren van de expeditie was Aleksandr Koltsjak, een jong onderzoeker en luitenant bij de Russische marine, later een politiek en militair leider van de Witten tijdens de Russische Burgeroorlog.

## Achtergrond

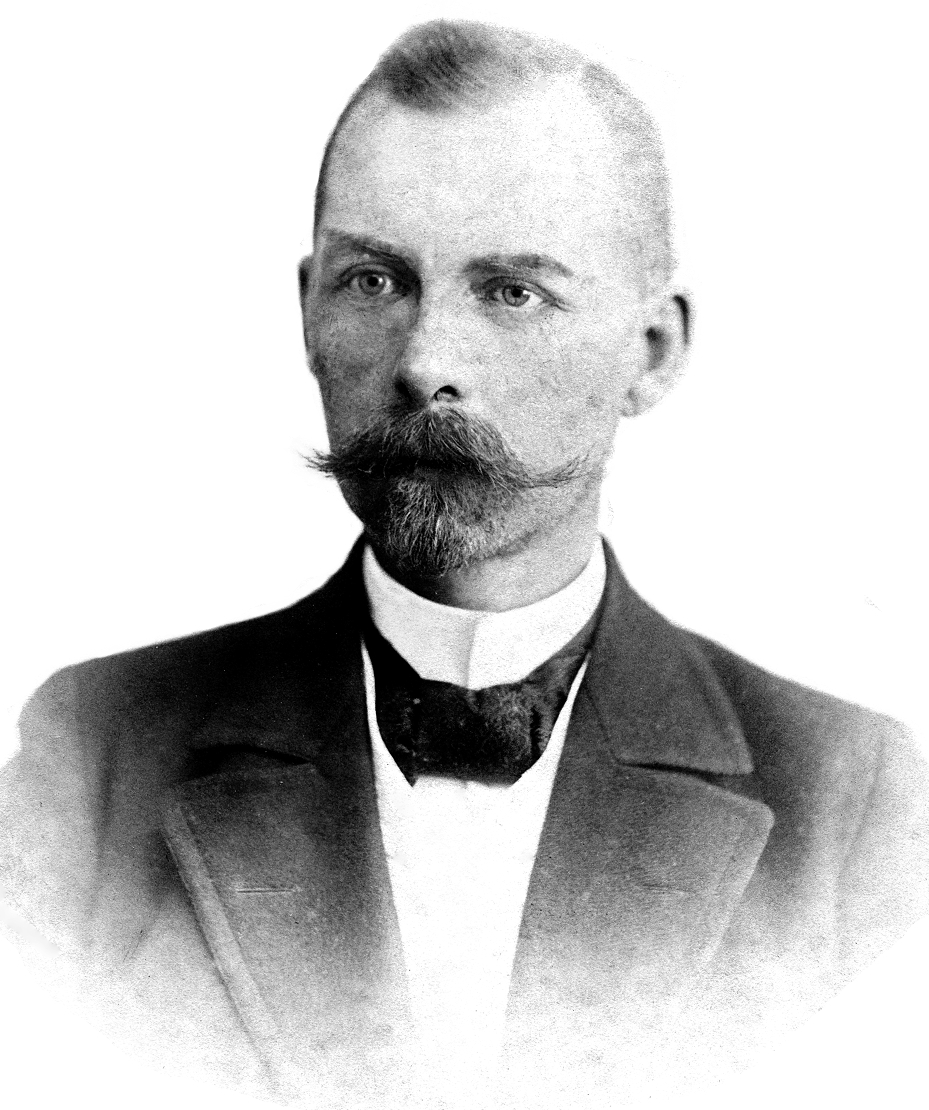
Baron Eduard von Toll

Gedurende de jaren 1884–1886 assisteerde Toll Aleksandr Bunge bij de verkenning van de Nieuw-Siberische eilanden en de kust van de IJszee van de monding van de Lena tot die van de Jana. Toll vond toen botten van mammoeten op Kotelny en de Ljachovski-eilanden en bruinkool op Nieuw-Siberië.
Op een heldere dag zag Toll vanaf Kotelny de vage omtrekken van een onbekend eiland, ongeveer 100 km naar het noordoosten, met steile oevers en bergen. Hij dacht dat dit Sannikovland was, dat vanaf die tijd op kaarten met een stippellijn werd aangegeven.
Na terugkomst van de Nieuw-Siberische eilanden begon Toll campagne te voeren voor een expeditie over zee naar dat gebied. Hij overtuigde de Petersburgse Academie van Wetenschappen om de gebieden ten oosten van het schiereiland Tajmyr en de mogelijke zeeroute naar de Beringstraat te verkennen, de Amerikanen zouden hetzelfde doel nastreven en moesten niet de eersten zijn. Wegens de hoge kosten werd het project uitgesteld, het werd pas op 31 December 1899 goedgekeurd door tsaar Nicolaas II van Rusland, die Toll als expeditiehoofd aanstelde.

## Planning en voorbereiding

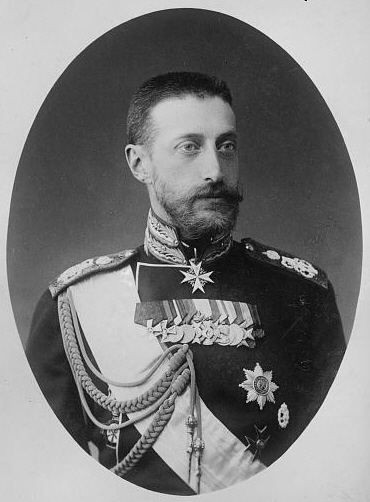
Groothertog Konstantin Konstantinovitsj van Rusland, beschermheer van de expeditie

De voorzitter van de Academie van Wetenschappen, Groothertog Konstantin Konstantinovitsj, speelde een belangrijke rol bij het voorbereiden van de expeditie. Als marineofficier toonde hij veel begrip en interesse voor de expeditie en hielp mee de beschikbare financiële middelen te verdubbelen.
Volgens het plan zou na onderzoek van de Nieuw-Siberische eilanden naar het oosten worden gevaren, Kaap Dezjnjov gerond en aangekomen in Vladivostok. Er werden twee groepen gevormd, in de hoofdgroep zaten alle wetenschappers; de hulpgroep zou voorraden naar de Nieuw-Siberische eilanden brengen. Het schip, de Zarja, was in 1873 in Noorwegen gebouwd. Het was een zeilboot met stoommachine gelijkend op de Fram.
Materiaal voor hydrologisch onderzoek werd besteld in Engeland, Zweden en Rusland. Koltsjak bezocht Fridtjof Nansen in Noorwegen voor advies en training.

## Bemanning
Het wetenschappelijk deel van de expeditie bestond uit:
- Baron Eduard von Toll – expeditieleider, geoloog en zoöloog.
- Konstantin Vollosovich – leider van de 11 man ondersteuningsgroep, geoloog.
- Nikolai Kolomeitsev – kapitein van de Zarja. Hij nam eerder deel aan onderzoek in de Witte Zee en de monding van de Jenisej
- Fjodor Matisen – luitenant en assistent van de kapitein.
- Alexandr Koltsjak – hydrograaf, hydroloog, cartograaf.
- Alexei Bjaljnitski-Biroelja – zoöloog van het Zoölogisch Museum van de Russische Academie van Wetenschappen.
- Friedrich Seeberg – astronoom en magnetoloog.
- Herman E. Walter – arts en bacterioloog. In 1899 had hij deelgenomen aan een expeditie bij Moermansk en Nova Zembla.
- Victor Katin-Jartsev – arts en politiek balling. Hij verving Walter die op 21 december 1901 overleed aan een hartaanval.
- Mikhail Broesnjev – ingenieur, politiek balling.
- O. F. Tsjonglinski – student, politiek balling.

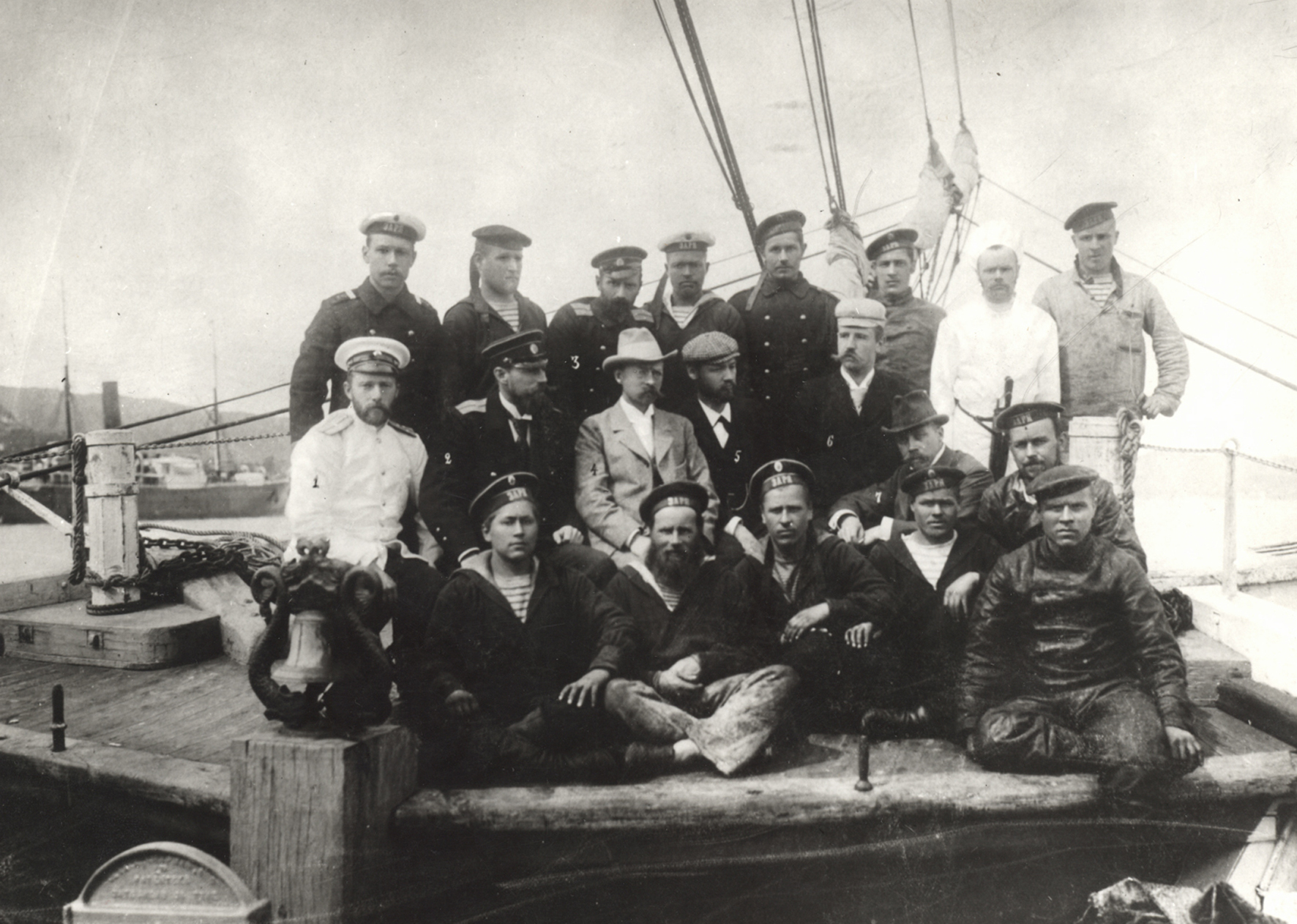
Expeditieleden op de Zarja. Bovenste rij, derde van rechts: Koltsjak.
Tweede rij: Kolomeitsev, Matisen, Toll, Walter, Seeberg en Bjalynitski-Biroelja

De bemanning van de schoener bestond uit zes matrozen, vier stokers, twee ingenieurs, een kok, een stuurman en de bootsman.
Begin april 1900 verzamelde het hele team zich in de Noorse stad Larvik, waar de Zarja werd uitgerust door de bekende scheepswerf Colin Archer. Vandaar voeren ze via Oslo om apparatuur en een voorraad kolen te laden, naar Sint-Petersburg. Op 29 mei bezocht Nicolaas II het schip.
Het hulpteam bestond uit Vollosovitsj, Brusnev, Tsjonglinski en acht anderen. Zij moesten via de Lena tussenvoorraden aanleggen op de Nieuw-Siberische eilanden.

## De expeditie

### Eerste traject

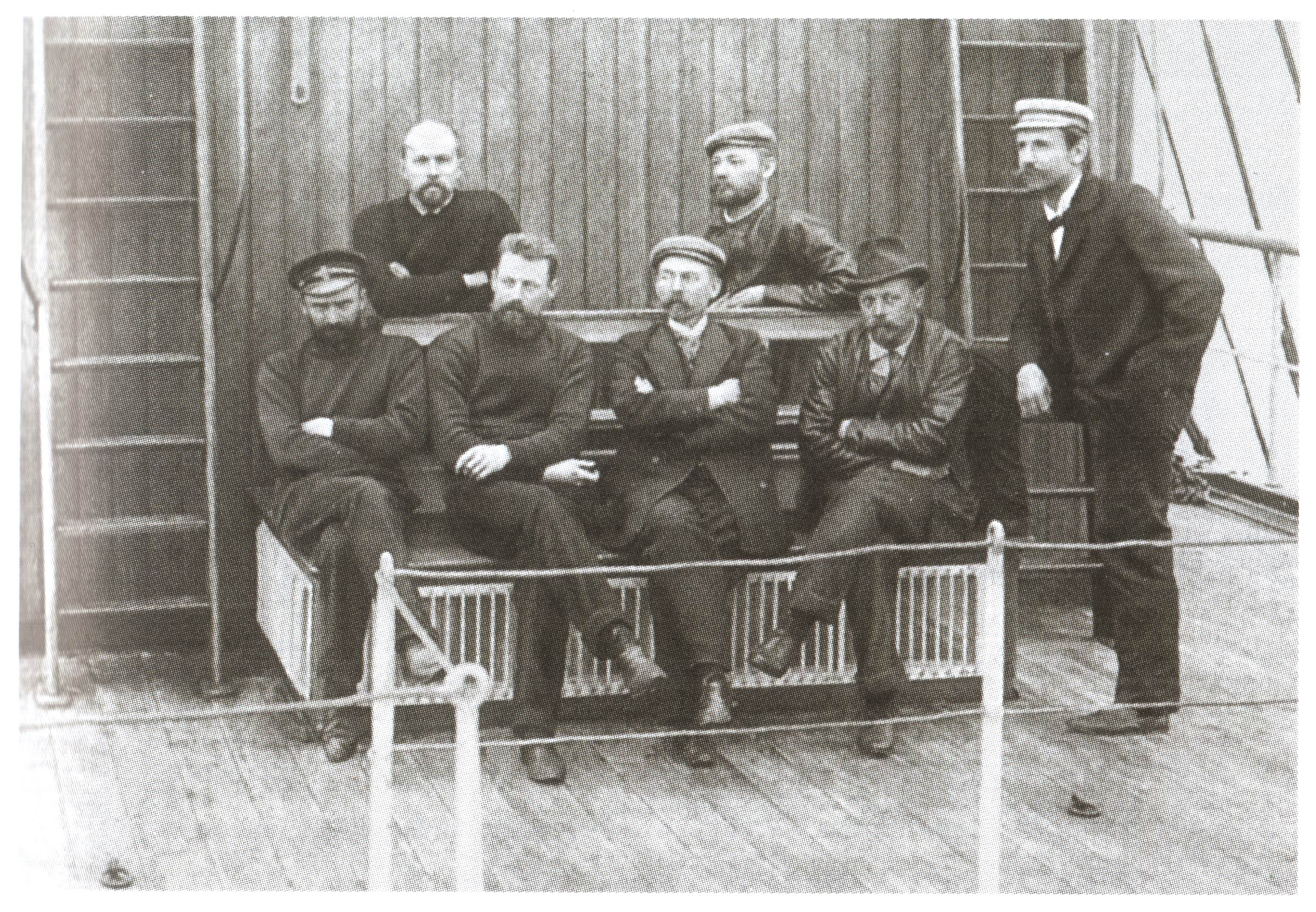
Expeditieleden op de Zarja

Op 8 juni 1900 vertrok de Zarja uit Sint-Petersburg naar Kronstadt. In Tallinn moest een reparatie uitgevoerd, waarbij Toll het schip verliet en naar Oslo reisde voor overleg met Nansen, daarna reisde hij naar Bergen om weer aan boord te gaan.
Op 11 juli 1900, de dag na het passeren van de Noordkaap, bereikte de Zarja Poljarni nabij Moermansk om de kolenvoorraad aan te vullen en 60 sledehonden aan boord te nemen. Toll en Kolomeitsev hadden daar een conflict over hun rollen tijdens de expeditie, wat eindigde met een verzoek van Kolomeitsev om van zijn taak te worden ontheven. Hij was van mening dat Toll te vriendschappelijk met de bemanning omging. Volgens Tsjaikovski was de verhouding tussen Toll en Kolomeitsev al gespannen voordat de expeditie vertrok. Na een niet-succesvolle poging tot verzoening bood ook Koltsjak zijn ontslag aan, wat het conflict deels dempte omdat Toll geen twee sleutelfiguren kon missen. Volgens Tsjaikovski kunnen enkele vraagtekens worden geplaatst bij de geschiktheid van Toll als leider. Hij zou onzorgvuldig zijn geweest met betrekking tot de gezondheid van de bemanning. Slechts 1/1000 van de expeditiekosten werd besteed aan een apotheek en chirurgische instrumenten. Ook besteedde Fridtjof Nansen bij zijn expeditie van 1893 dubbel zoveel aan het schip en de uitrusting ervan dan Toll; het loon dat Toll ontving was echter driemaal zo hoog als dat van Nansen.
Op 18 juli verliet de Zarja de baai van Kola, waarna Koltsjak en Bjaljnitski-Biroelja hun eerste hydrologische en zoölogische observaties deden. Op 22 juli passeerden ze het eiland Kolgoejev, op de 25e naderden ze het eiland Vajgatsj. Toll had besproken daar een schoener te treffen die steenkool vanuit Archangelsk zou aanleveren. Omdat deze er niet was, besloot Toll niet te wachten maar door te varen naar Kaap Tsjeljoeskin, de noordelijkste punt van het Aziatisch continent. Dit zou de expeditie in staat stellen op het oosten van Tajmyr te overwinteren en die vrij onbekende omgeving te verkennen. In de Golf van Middendorff, die ze mogelijk hadden aangezien voor de verderop gelegen Straat van Tajmyr, kwamen ze echter 19 dagen vast te zitten door velden drijfijs en ondiepten.

### Overwintering bij Tajmyr

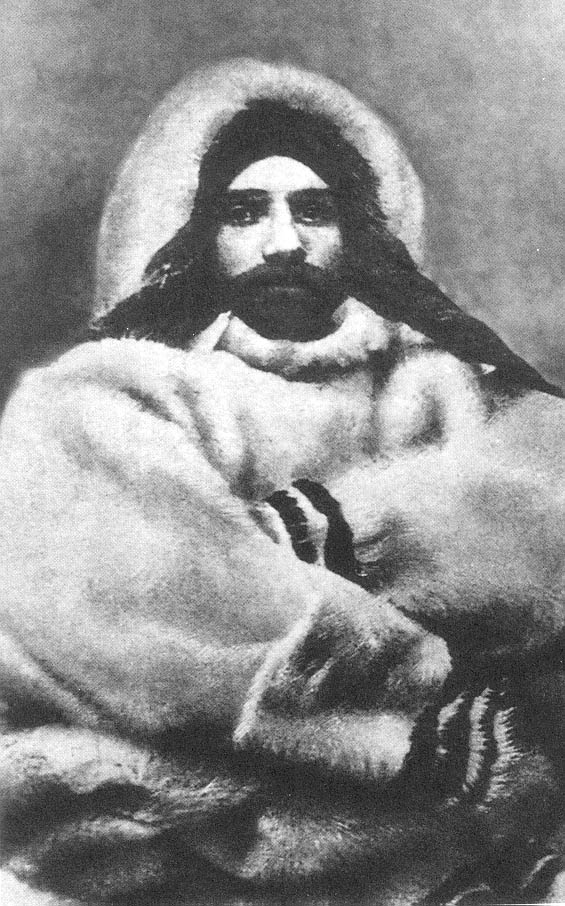
Koltsjak in Tajmyr, winter 1900–1901.

Op 22 September 1900 stopte de expeditie nabij het eiland Tajmyr, voor de kust van het gelijknamige schiereiland, om te overwinteren. Kort erna raakte de Zarja geheel ingevroren. Op het ijs werd een weerstation opgezet. In tegenstelling tot Nordenskjöld en Nansen, die Kaap Tsjeljoeskin vóór de overwintering waren gepasseerd (resp. in 1878 en 1893), lukte het Toll niet om voor de winter Oost-Tajmyr te bereiken. Dit beïnvloedde het verdere verloop van de expeditie. Om tijd te winnen besloot Toll om met hondensleden door de toendra naar Oost-Tajmyr te gaan en in het voorjaar van 1901 voorbij de kaap te varen. Dit zou niet mogelijk zijn zonder voorraden onderweg. Hij besloot deze aan te leggen voordat de poolnacht begon en verliet op 10 oktober met Koltsjak, Nosov en Rastorgoejev de Zarja op twee zwaar beladen sleden. Ze reisden 3 tot 4 uur per dag bij temperaturen van −30 °C buiten en −20 °C in de tent. Op 15 oktober bereikten ze de Baai van Gafner en lieten voorraden achter.

In deze periode begonnen de spanningen tussen Toll en Kolomeitsev, als gevolg van hun verschillende achtergrond en persoonlijkheid, weer toe te nemen.
De poolnacht was begonnen met buiten kou beneden −30 °C en rond 8 °C in de eetruimte van het schip. Veel tijd werd besteed aan het lezen van boeken over poolexpedities; in februari 1901 hield Koltsjak een presentatie over de Tweede Kamtsjatka-expeditie. Toll stelde Kolomeitsev met Kozakkenofficier Rastorgoejev aan risico's bloot door hen, zonder goede landkaart, op gevaarlijke sledetochten in sneeuwstormen te zenden om de monding van de rivier de Tajmyra te zoeken. Ze konden deze echter niet vinden. Aan het eind van de winter werden ze op pad gestuurd met de opdracht om kolendepots voor de Zarja te regelen in Dikson bij de monding van de Jenisej, en post van de expeditie naar Doedinka te brengen. Ze reisden meer dan 800 km en bereikten uiteindelijk Doedinka aan de Jenisej in mei 1901. Nu Kolomeitsev op deze manier geen deel meer uitmaakte van de hoofdgroep van de expeditie, werd Fjodor Matisen benoemd tot kapitein van de Zarja. Op deze wijze heeft ofwel Toll zich van Kolomeitsev ontdaan; dan wel greep Kolomeitsev de gelegenheid aan om niet meer terug te keren. Na het vertrek van Kolomeitsev werd Matisen kapitein van de Zarja. Alle wachten werden nu gelopen door Matisen en Koltsjak. Hierdoor moest Koltsjak zijn wetenschappelijk werk beperken tot meest essentiële metingen.

#### Niet-ontdekte gebieden
Op 23 februari werden Matisen en een matroos op pad gestuurd om gebieden in noordelijke richting te verkennen. Ze passeerden de Nordenskiöldarchipel, bij het bereiken van 77°NB keerden ze naar het westen en kwamen terug wegens een tekort aan hondenvoer. Toll was ontevreden over de resultaten en stuurde enkele dagen later Matisen op een nieuwe missie, samen met Nosov. Dit keer brachten ze twee nieuwe eilanden van de Nordenskjöldarchipel in kaart, maar keerden terug na op ijsruggen te zijn gestuit.

#### Expeditie naar Kaap Tsjeljoeskin

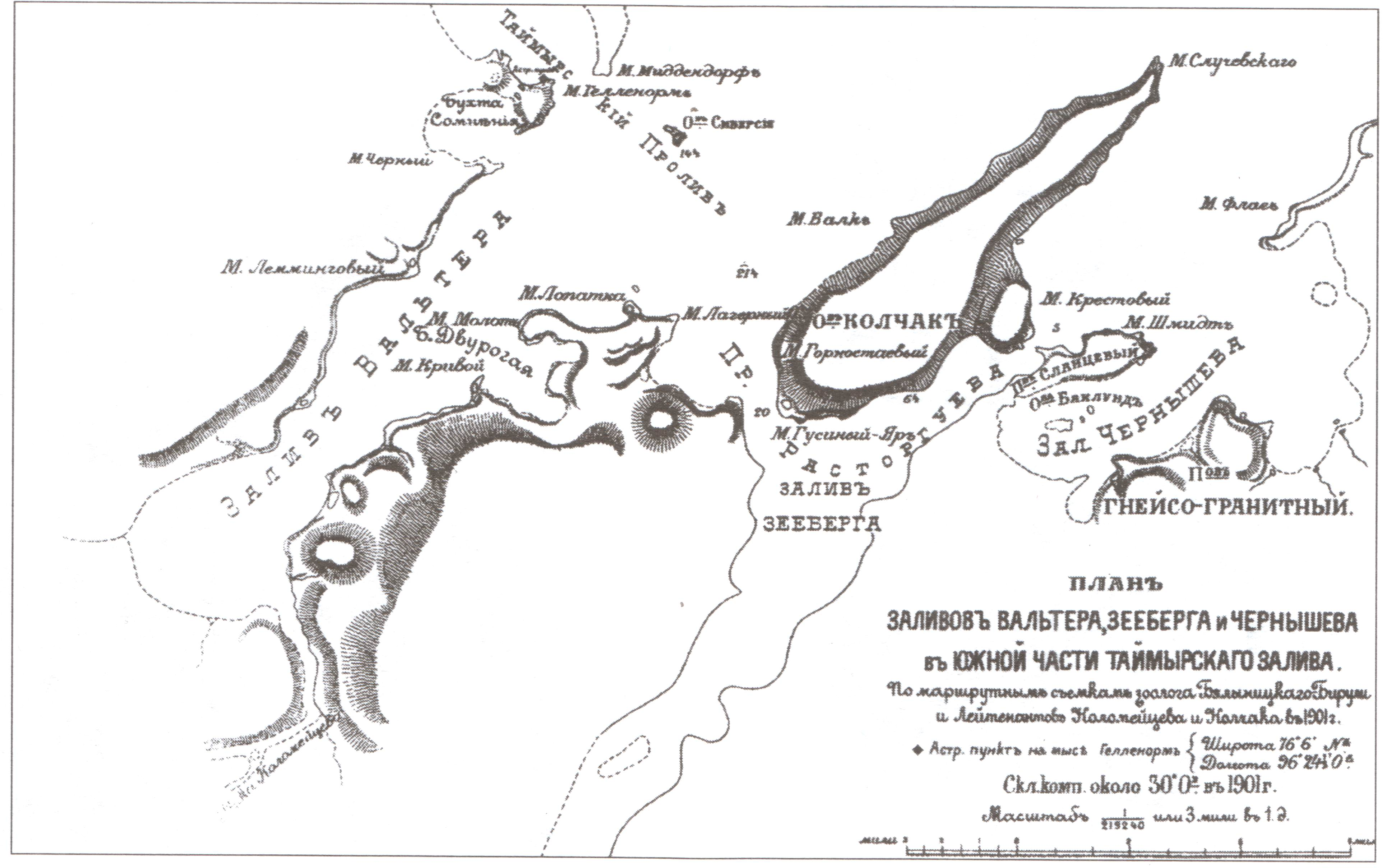
Kaart van het gebied rond het eiland Koltsjak, samengesteld uit gegevens van de expeditie.

De volgende tocht, naar kaap Tsjeljoeskin, besloot Toll zelf te maken, samen met Koltsjak, Nosov en Zjeleznjakov. Wegens een tekort aan honden moesten ze vaak zelf de sleden trekken. Ze hadden grote moeite om bij de Baai van Gafner de voorraden te vinden die in de herfst waren neergelegd, door de dikke laag sneeuw. Na een week graven staakten ze de pogingen en gingen het gebied verkennen. Uitgeput keerden ze op 18 mei naar de Zarja terug na 41 dagen in ruw weer te hebben doorgebracht. Na deze tocht wijzigde Koltsjak zijn houding tegenover honden, van onverschilligheid naar grote zorg. De verhouding tussen Koltsjak en Toll verbeterde, in 1901 vernoemde Toll een van de ontdekte eilanden naar Koltsjak.

#### Op zoek naar de rivier de Tajmyr
Toen het ijs begon te smelten maar de uitgang van de baai nog was afgesloten, besloot Toll het gebied per kajak te verkennen, begeleid door Seeberg en een paar matrozen. In augustus vonden ze de monding van de rivier de Tajmyr, 100 km verder naar het noorden dan op de kaarten stond. Ze konden ook een deel van de voorraad bij de Baai van Gafner terugvinden. In 1974 vond een Sovjetexpeditie de rest, het bleek dat havermout goed bewaard was gebleven in 70 jaar permafrost. Ze besloten het onbedoelde experiment voort te zetten en een aantal blikken voedsel achter te laten om deze weer op te zoeken in 1980, 2000 en 2050. Op 10 augustus keerden ze terug naar de Zarja die twee dagen later tussen het ijs naar open zee begon te drijven.

### Tweede traject

Rood: vaarroute van de Zarja in 1901-2; paars: route van Toll met hondensleden en kano; groen: reddingsexpeditie van Koltsjak (1903)

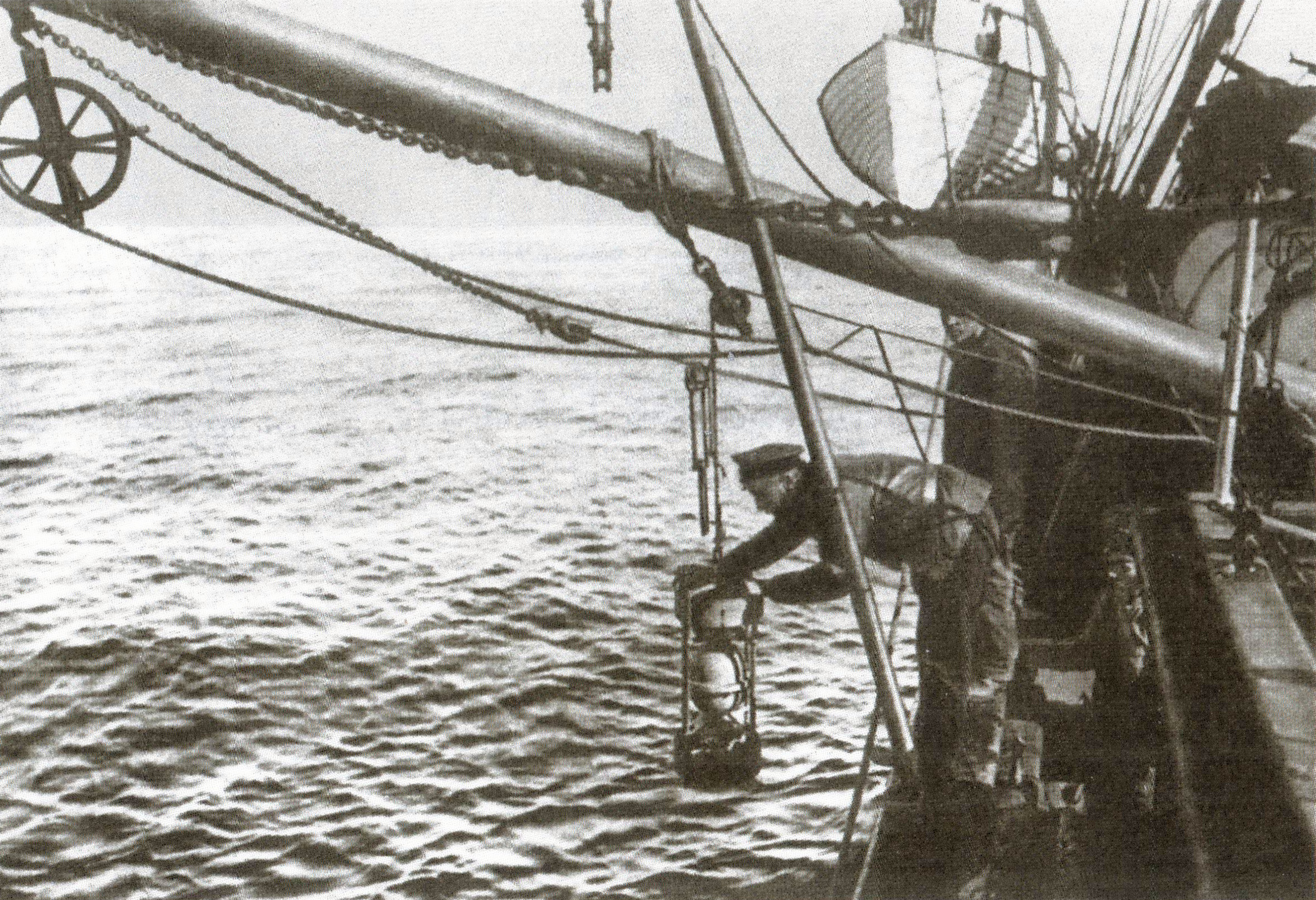
Koltsjak bij hydrografische metingen

Op 19 augustus 1901 passeerden ze kaap Tsjeljoeskin. Koltsjak en Toll gingen aan wal om metingen te doen. Na metingen en het bouwen van een stenen hut werd een groepsfoto gemaakt. Koltsjak en Seeberg berekenden hun positie en vonden dat de bezochte plek iets ten oosten van Tsjeljoeskin lag. De nieuwe kaap noemden ze naar het schip.
Na het passeren van de kaap kwamen ze in onbekende wateren omdat Nordenskiöld en Nansen veel zuidelijker voeren. Op bevel van Toll werd in de vermoedelijke richting van Sannikovland gestuurd. Een flinke storm trof het schip in de nacht van 29 augustus, gevolgd door mist. Toen deze optrok, was de rotsige kust van Bennetteiland zichtbaar. Het eiland was omgeven door een ijsgordel tot 12 mijl breed en vier meter dik zodat ze niet naar de kust konden gaan. Besloten werd terug te keren naar het eiland Kotelny. Op 3 september voer de Zarja de Nerpitsjebaai binnen en probeerde een beschutte plek te bereiken in een lagune aan de westkant van Kotelny, wat door ondiepten, stromingen en ijsschotsen twee dagen kostte. Op de oever zagen ze een klein huis gemaakt van drijfhout en de groep van Vollosovitsj die op hen wachtte. Op dat moment hadden ze nog 75 ton steenkool aan boord, goed voor ruim 1500 mijl.

### Extra geologische expeditie van Vollosovitsj
De hulpgroep, met aan het hoofd de geoloog Vollosovitsj, had de taak om kwartaire sedimenten te bestuderen en een aantal voedselopslagplaatsen op de Nieuw-Siberische eilanden te organiseren langs de route van de expeditie naar het zuiden, in geval het schip verloren zou gaan.
Op 2 februari 1901 arriveerde de groep in Oest-Jansk aan de Jana en vertrok op 28 maart naar de eilanden. De groep bestond uit 11 mensen met 5 sleden, elk met 14 honden, en 20 rendieren. De partij omvatte de verbannen natuurkundestudent Tsjonglinski en de verbannen technoloog Broesnjev. Op de eilanden begon het hoofd van de hulpexpeditie met het opzetten van voedselopslagplaatsen voor de Toll-expeditie. In het voorjaar en de zomer van 1901 werden zware ladingen op de eilanden afgeleverd. Het werk aan de organisatie van de magazijnen werd voltooid op 2 september. In totaal zijn er 8 van dergelijke magazijnen gemaakt. In november 1901 vertrokken twee leden van de hulpgroep van Kotelny naar het vasteland om post op te halen.

### Tweede overwintering

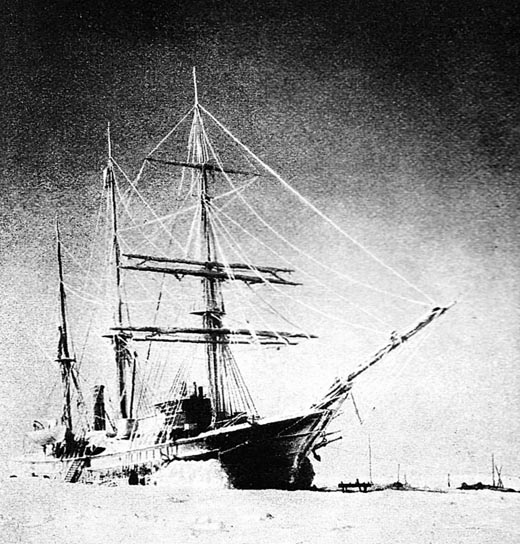
Zarja in overwintering

Met behulp van drijfhout aangevoerd door de Lena bouwden ze een waarnemingspost en banya naast het huis van Vollosovich. De niet-geslaagde zoektocht naar Sannikovland was een grote teleurstelling voor Toll, die de reis "exploratie van Sannikovland en andere eilanden" noemde. De verdere doorvaart naar Vladivostok door de Beringstraat leek onrealistisch; hij vond de resultaten van de expeditie te klein. Hij besloot Matisen in februari–maart 1902 naar Sannikovland te laten zoeken, zou dit succes hebben dan zou Toll het gaan verkennen. Bleef het onvindbaar, dan zouden ze Bennetteiland verder onderzoeken.
Op 21 december 1901 overleed dokter Walter op 37-jarige leeftijd aan een hartaanval tijdens zijn dienst in de observatiepost. Hij werd vervangen door dr. Katin-Jartsev, die eind april 1902 aankwam. Vollosovich kreeg last van neurasthenie, en kreeg van Toll toestemming de expeditie te verlaten. Hij begeleidde hem tussen 15 en 30 januari 1902 naar een winterverblijf op het vasteland van Siberië. Daar ontving Toll in februari bericht van de Academie van Wetenschappen om de expeditie te beperken tot onderzoek van de Nieuw Siberische eilanden en bij de monding van de Lena te beëindigen. Na terugkomst op de Zarja, eind maart, zond hij Matisen toch op onderzoek uit naar Sannikovland.
Matisen keerde terug op 17 april 1902, met het bericht dat hij 7 km buiten het eiland Kotelny bij een strook open water terechtkwam en moest terugkeren. Begin mei bezochten Kolstjak en Strizjev Belkovski-eiland maar kwamen daarbij ook in polinia's terecht. Biroelja werd eind april met drie Jakoeten naar het eiland Nieuw-Siberië gestuurd om daar te wachten op de Zarja als die na de zomer terug zou keren van Benneteiland.

### Derde traject

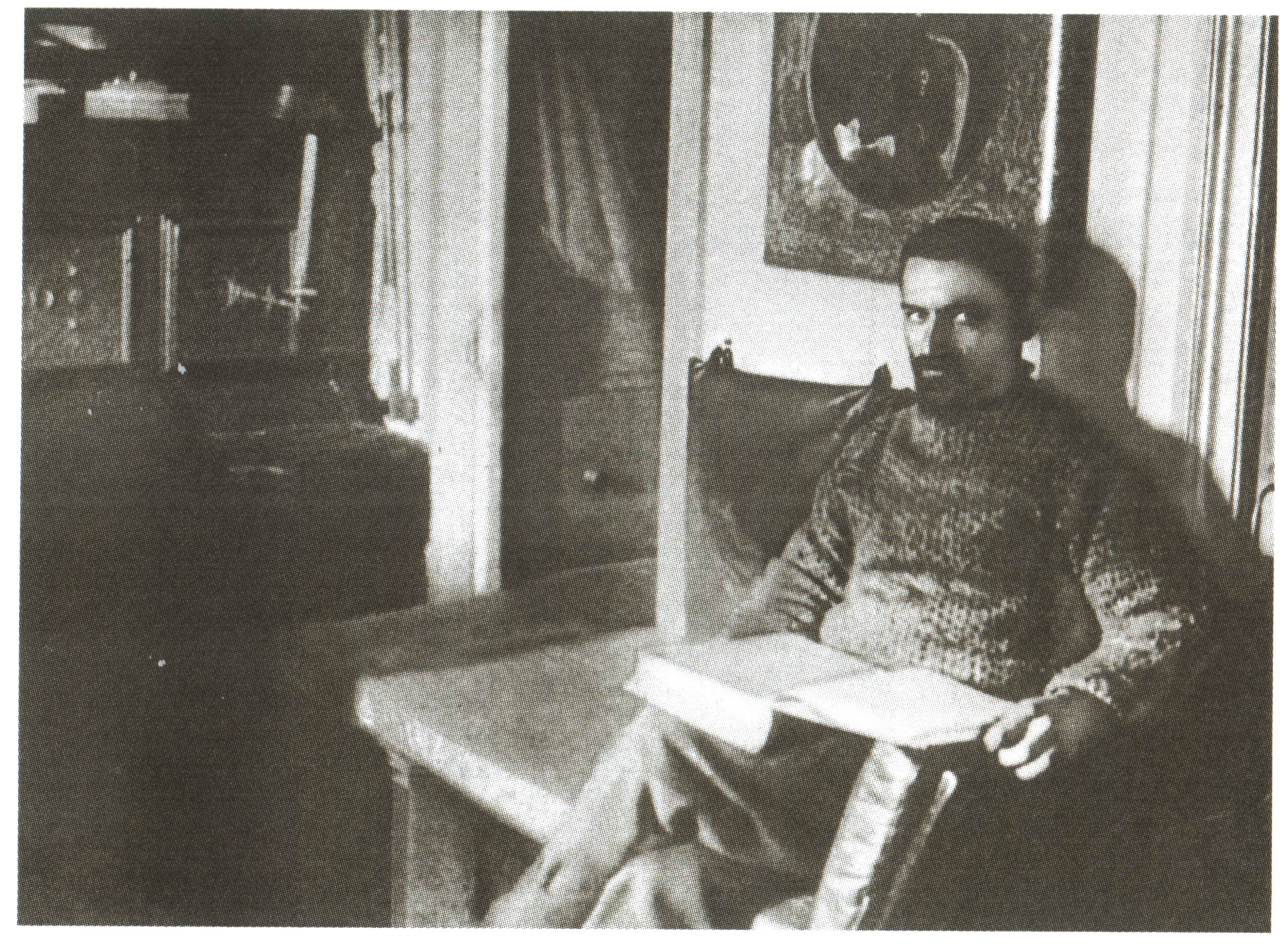
Koltsjak in de messruimte van de Zarja

In zijn dagboek schreef hij: "Nu brand ik van ongeduld om mijn doel te bereiken".
Op 23 mei 1902 namen Toll, Seeberg en twee leden van het hulpteam voor twee maanden provisie mee en vertrokken op drie sleden. Toll liet een envelop achter die geopend moest worden "ingeval de expeditie zonder hem zou terugkeren naar het vasteland, of ingeval van zijn dood", waarin Matisen werd aangewezen als vervangend expeditiehoofd. Het groepje trok langs de noordkust van Kotelny en stak over naar het eiland Nieuw-Siberië. Vier dagen later gingen ze op een ijsschots en een kano naar Bennetteiland, terwijl hun voorraden verminderden. Koltsjak schreef later dat Toll het hoge risico van dit avontuur besefte maar op geluk vertrouwde.
Op 1 juli was de Zarja inmiddels met behulp van explosieven bevrijd uit het ijs en dreef naar het noordoosten. Op 8 augustus werd richting Bennetteiland gekoerst. Volgens Katin-Jartsev was er weinig hoop Bennetteiland te bereiken, het belangrijkste doel was om de groep van Biroelja op Nieuw-Siberië te bereiken. IJsvelden en ondiepten belemmerden het vinden van een geschikte route. Rond 23 augustus raakte de steenkool op en ze zouden de terugweg niet kunnen maken als ze Bennetteiland al zouden bereiken, wat nog 90 mijl verderop lag. Matisen besloot naar het zuiden te keren en Toll te verlaten. Later werd deze beslissing door Koltsjak en andere poolreizigers en historici niet bekritiseerd omdat ze dachten dat Matisen geen keus had.
Inmiddels had de Academie van Wetenschappen van Sint-Petersburg aan reder en koopman A. I. Gromova van het stoomschip Lena gevraagd, de hoofdgroep van de expeditie te redden. Als tegenprestatie zou hij de Zarja krijgen. Op 25 augustus 1902 voer de Zarja de baai van Tiksi binnen. De Lena arriveerde op 30 augustus, uit vrees ingevroren te raken beval de kapitein dat ze na drie dagen klaar moesten zijn voor vertrek. De Zarja werd in een kalme hoek van de baai afgemeerd, Broesnjev werd achtergelaten om op Toll te wachten, en naar Nieuw-Siberië te gaan als deze op 1 februari nog niet terug was.
De Lena vertrok op 2 september en bereikte via de rivier de Lena op 30 september Jakoetsk, waar de expeditieleden van boord gingen en op paarden verdergingen naar Irkoetsk. Op dit deel van de reis schoot matroos Bezborodov per ongeluk Nosov (stoker van het hulpteam) neer, die later overleed aan bloedvergiftiging. Begin december bereikte Koltsjak Sint-Petersburg en begon een reddingsexpeditie te organiseren.

Rood: vaarroute Zarja 1900-1902; paars: routes van Toll, behalve die naar Bennet; bruingestippeld: reddingsexpeditie van Koltsjak

### Lot van de groepen van Toll en Biroelja
Toll kwam op 21 juli 1902 op Bennetteiland aan en had een dilemma: een basiskamp opzetten en op jacht gaan om de voedselvoorraad aan te vullen; of rekenen op de aankomst van de Zarja 
en doorgaan met verkenningen. Toll deed het laatste. Hij liet aantekeningen achter dat het eiland ongeveer 230 km² groot is en een hoogte heeft tot 457 meter boven zeeniveau. Hij beschreef de fauna en geologische structuren en zag beenderen van mammoeten en andere dieren uit het kwartair. Het dierenleven telde beren, walrussen, een groep van 30 rendieren en groepen vogels.

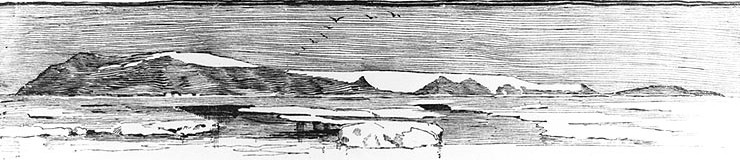
Bennett Island (1881)

De groep had een schuilhut gebouwd van drijfhout, dat ook gebruikt werd als brandhout. Om onbekende reden sloegen ze geen voedsel op maar lieten de resten van gedode beren en rendieren liggen. Toen duidelijk werd dat de Zarja niet zou komen, hadden ze al te weinig munitie, en de rendieren hadden het eiland al verlaten.
Op 26 oktober 1902 vertrokken ze naar het zuiden, lieten bericht achter dat allen gezond waren en ze voor 2 tot 3 weken voorraad hadden. Koltsjak kon een jaar later op Bennetteiland slechts de schuilhut, enkele briefjes in flessen en wat achtergelaten spullen aantreffen. Op de Nieuw-Siberische eilanden, 150 km naar het zuiden, zijn geen sporen meer van hen aangetroffen en verondersteld wordt dat ze ergens navigerend tussen de eilanden zijn verdwenen in een polinia. De groep van Biroelja verliet Nieuw-Siberië en bereikte in december 1902 het vasteland.

## Betekenis van de expeditie
Er werden samenhangende en systematische metingen en beschrijvingen van de geografische kenmerken van arctische regio's gedaan. Er werden enkele eilanden ontdekt en verkend en een accurate kaart van het schiereiland Tajmyr en het eiland Kotelny samengesteld. De wetenschappelijke resultaten van de expeditie besloegen diverse terreinen van de aardwetenschappen. Het kostte 10 tot 15 jaar om alle informatie te verwerken en te publiceren in het Bulletin of the Russian Academy of Sciences en in zeekaarten.

## Afbeeldingen

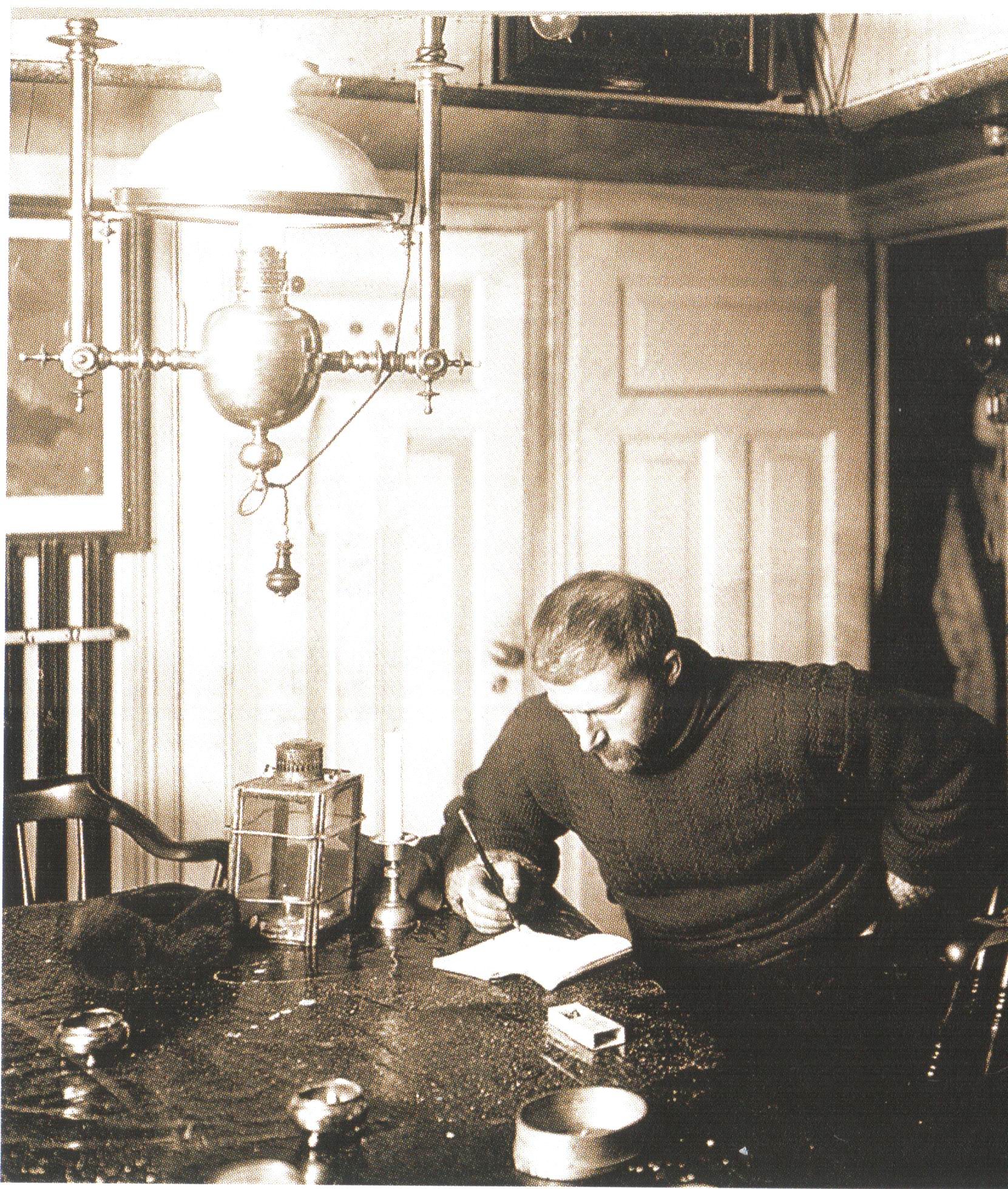
Luitenant Fjodor Andrejevitsj Matisen
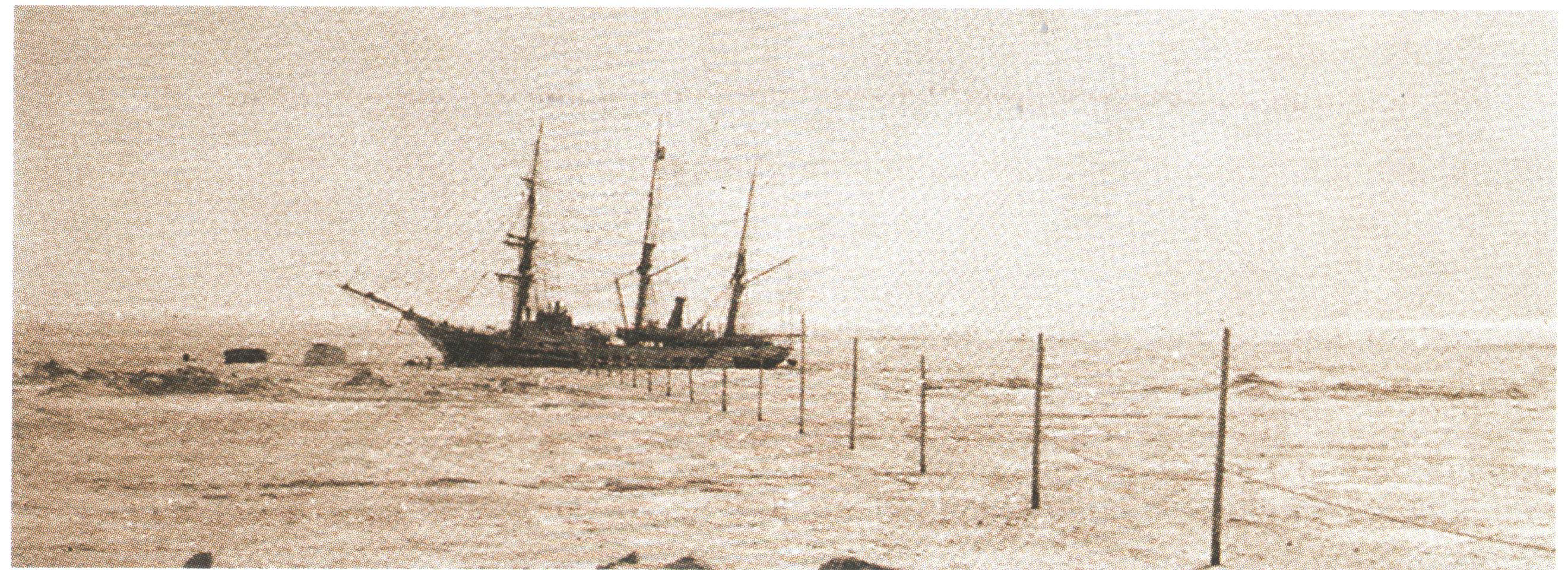
De Zarja in de lagune van Nerpalach, ronde baai aan westkust Kotelny, 1 december 1901
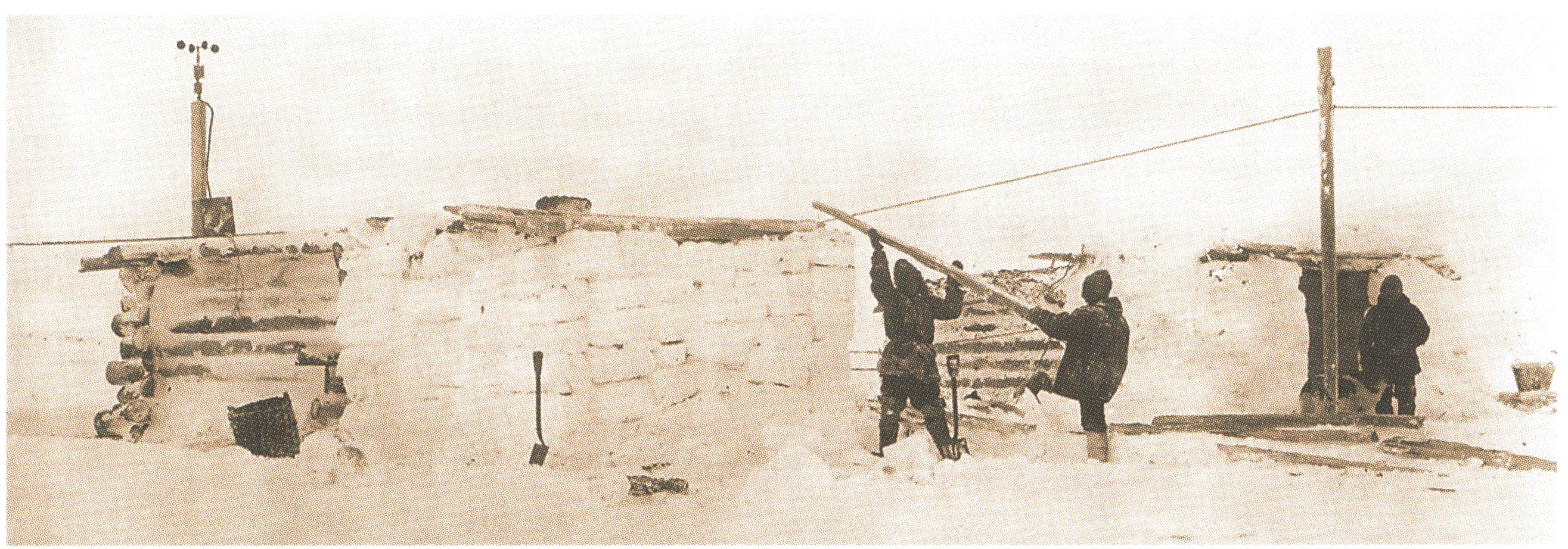
Bouw van een verblijfplaats
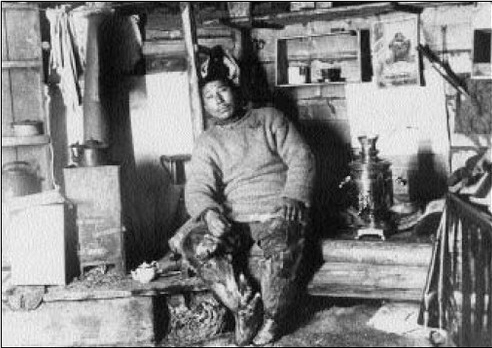
Nikolaj Koertach van het hulpteam in de hut van Vollosovitsj, op Kotelny